# Fâ
Pour les articles homonymes, voir FA.
Le Fâ est un art divinatoire pratiqué traditionnellement par les populations du golfe du Bénin, notamment par les Yorubas du Nigeria, du Bénin, les Fons du Bénin ainsi qu'au Togo. C'est autant une science (géomancie) qu'une divinité présidant au destin de l’homme sur son passé, son présent et son avenir en lui enseignant ses liens profonds avec la nature grâce aux contes allégoriques liés à chaque arcane. Clé du vodoun, il crée un langage qui permet aux hommes de communiquer avec Dieu, à travers les Orishas, les ancêtres et les défunts. Le Fâ guide et éclaire l’homme depuis sa conception jusqu'à sa mort et même au-delà.

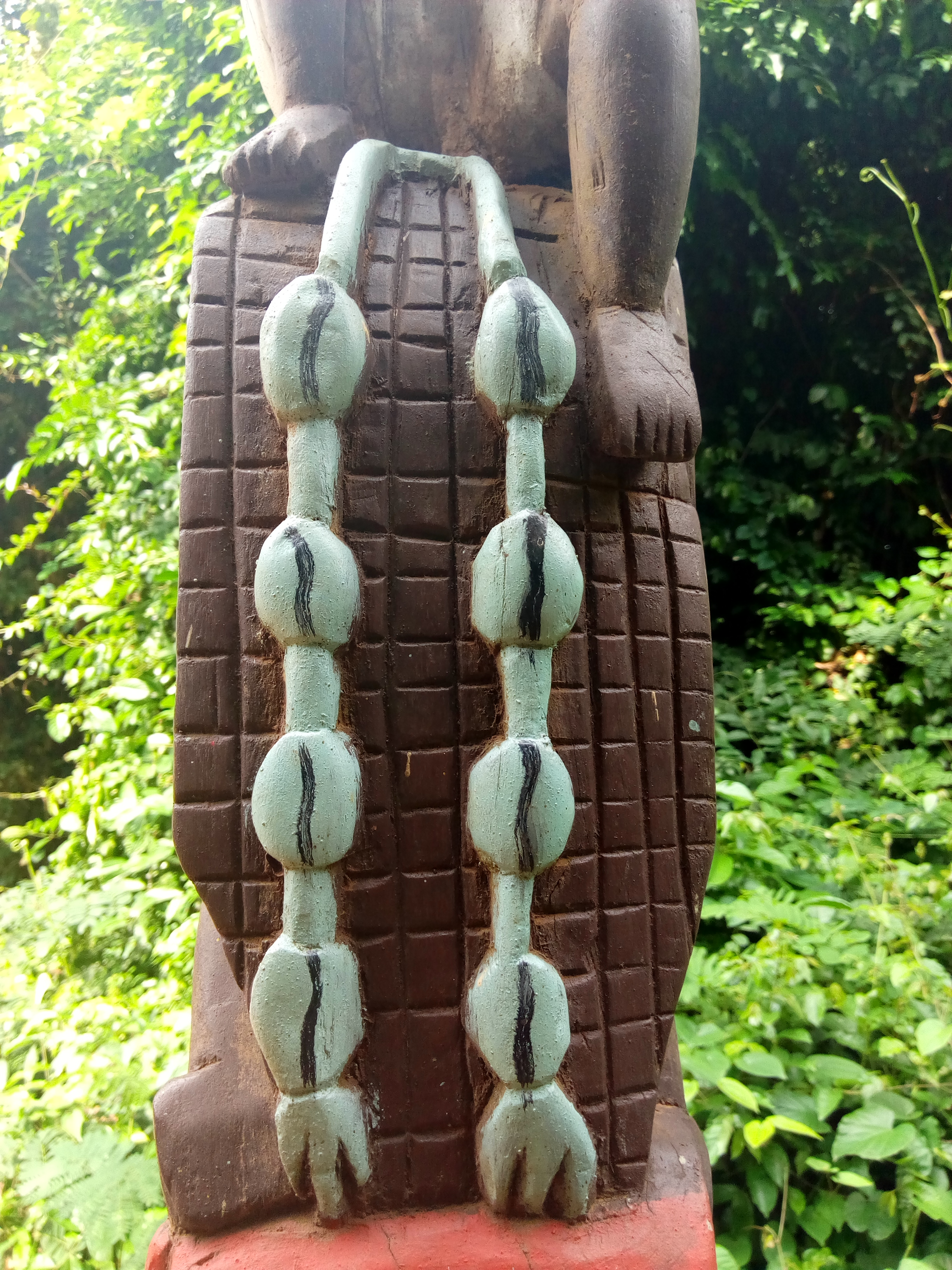
Chapelet d'un roi de Kpassè qui sert à consulter le fâ

## Origines
Le Fâ (ou Ifa), cet art divinatoire de l’ancienne Égypte, est passé par le Nil puis par l’Afrique de l'Ouest Yoruba à travers le Nigeria, puis dans la ville d'Ifé vers le xviie siècle pour atteindre le Bénin où il est adopté et adapté par les Fons. En effet, la cour royale d'Abomey (1685 et 1711) en quête d’une solution a adopté cet art grâce à un prêtre du Fâ d’origine yoruba, Djissa, (« vendeur de pluie »), premier prêtre du Fa dans l'ancien Danhomè, qui initie les hommes de confiance du roi à cette technique divinatoire,.

## LesFa Duou métalangage du Fa

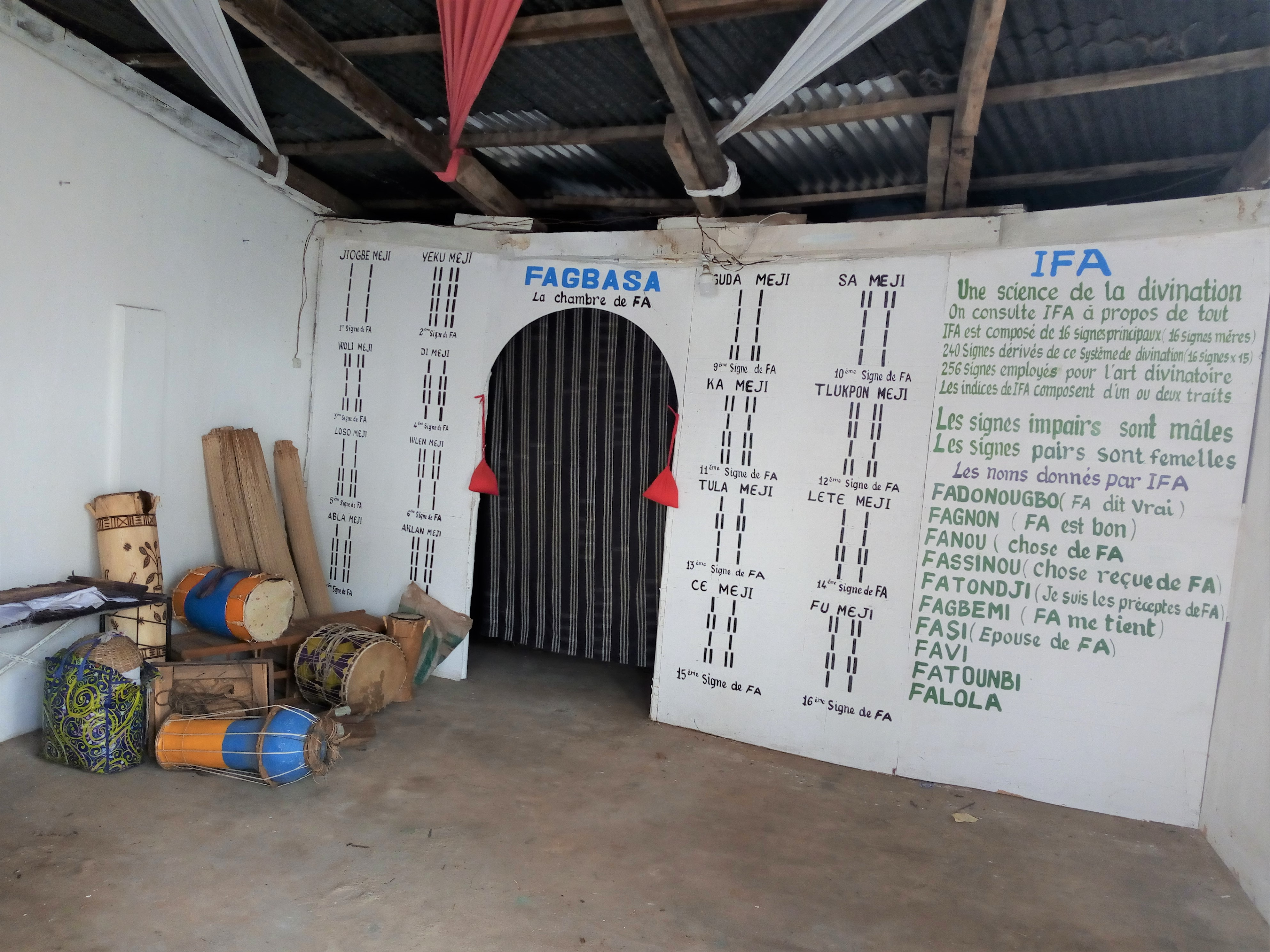
Entrée de la chambre d'un prêtre du fâ et les 16 signes cardinaux à Porto-Novo au Bénin.

Le Fa Du, ou division du Fa, est un signe non linguistique, arbitraire et conventionnel, porteur d'une parole à la fois sacrée et littéraire. Il existe 16 Fa Du cardinaux (Mεnjib soit « double » en yoruba), et 240 signes dérivés. Chaque Fa Du est constitué de trois formes de langage que le prêtre narre au consultant : le Fa gbesisa, pouvant être interprété comme une maxime, une devise ou un noème) ;  le Fa gleta, un récit mythique ; et le Fa han, une chanson ou poème chanté).  